# Colletes luzhouensis
Colletes luzhouensis är en biart som beskrevs av Kuhlmann 2007. Colletes luzhouensis ingår i släktet sidenbin, och familjen korttungebin. Inga underarter finns listade i Catalogue of Life.